# قوی گنگ

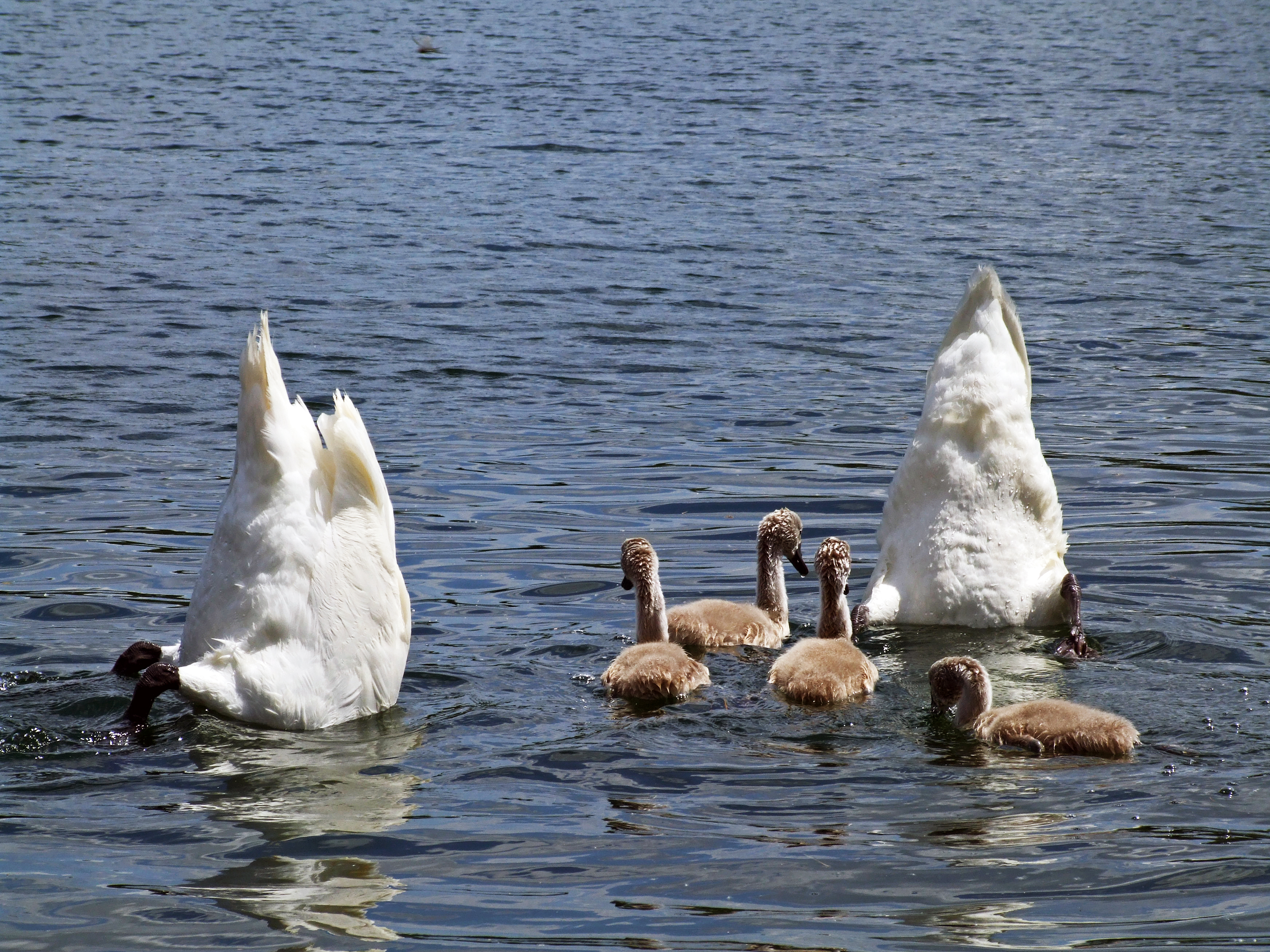
یک جفت قو در حال خوردن گیاهان آبزی

قوی گُنگ (Cygnus olor) یک گونه از قو، عضوی از غازها و مرغابیان و بومی اروپا، آسیا و شمال دور آفریقا است. همچنین با انتقال انسان‌ها در آمریکای شمالی، استرالزی و جنوب آفریقا نیز یافت می‌شود. گذاشتن نام «گنگ» بر روی آن به خاطر کم‌صدا بودن در مقایسه با دیگر گونه‌های قو است طول آن ۱۲۵ تا ۱۷۰ سانتی‌متر است. همچنین نوک آن حاشیه‌ای مشکی رنگ دارد.
قوی گنگ پرنده ملی غیررسمی کشور دانمارک است و در سال ۱۹۲۶ در این کشور جانوری حفاظت‌شده نامیده شد.

## گستره و جمعیت
قوی گنگ به صورت طبیعی در مناطق معتدل که از اروپا و آسیای غربی آغاز می‌شوند و در شرق به سرزمین پریمورسکی در روسیه می‌رسند، زندگی می‌کنند.
تعداد کل قوهای گنگ بومی در جهان ۵۰۰٬۰۰۰ عدد در پایان فصل زایش (بالغ‌ها به همراه جوجه‌ها) است؛ از این میان ۳۵۰٬۰۰۰ تا در سرزمین‌های شوروی پیشین زندگی می‌کنند. آن‌ها همچنین به مناطقی دیگر از جهان که بومی‌اش نبوده‌اند، معرفی شده‌اند. تعداد این پرندگان در ژاپن نزدیک ۲۰۰ عدد، کمتر از ۲۰۰ تا در زلاند نو، و به صورت تقریبی ۱۲۰ تا در آفریقای جنوبی است.

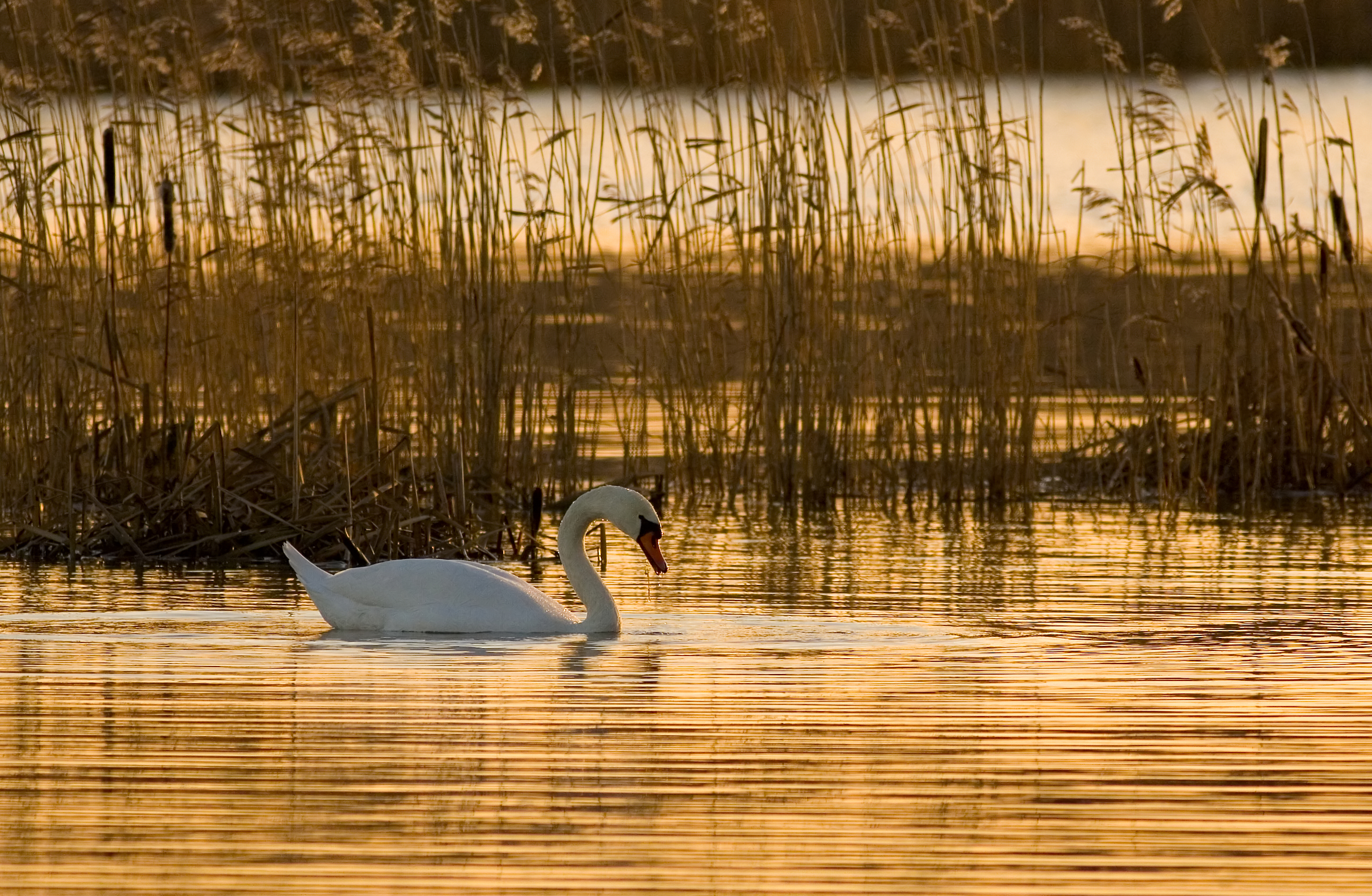
قوی گنگ در وانهان‌کاپونگین‌لاهتی نزدیک پایتخت فنلاند، هلسینکی

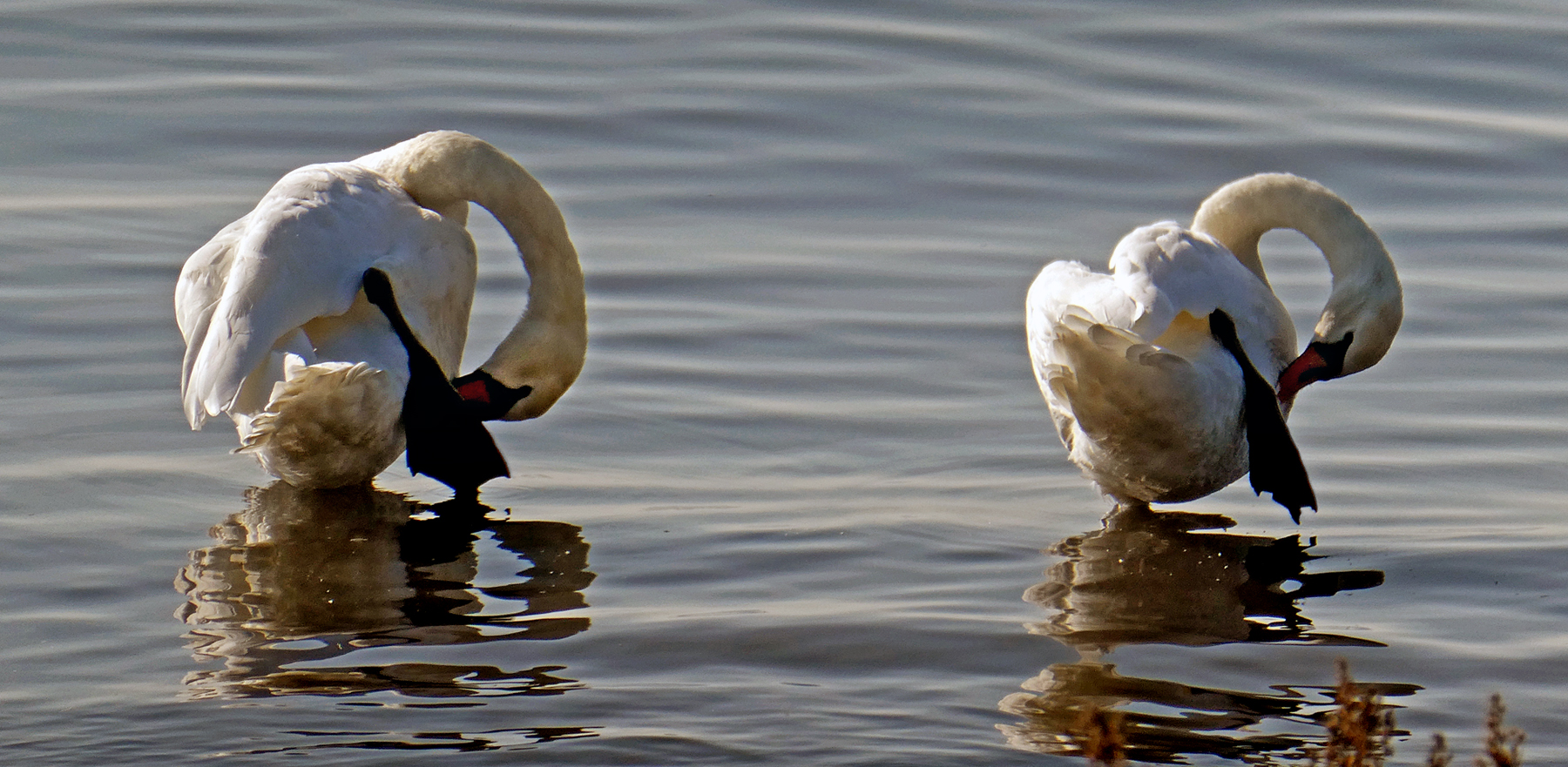
یک جفت قوی گنگ در حال تمیز کردن پرهای خود

در اروپای غربی، قوی گنگ رایج‌ترین گونه قو محسوب می‌شود.
در فصل زمستان، این پرندگان به‌صورت دسته‌جمعی در مناطق محافظت‌شده مانند سواحل دریا، مصب رودخانه‌ها و دریاچه‌ها تجمع می‌کنند. در زمستان‌های سخت، جمعیت قوهای گنگ افزایش می‌یابد. جمعیت‌های شمال‌شرقی از نوامبر تا آوریل به سمت جنوب و غرب مهاجرت می‌کنند.
در بسیاری از مناطق شمال اروپا (جنوب اسکاندیناوی، دانمارک، پروس خاوری) تا شرق آسیا، در کشورهای حوضه دانوب، جنوب‌شرقی اروپا و مرکز و جنوب روسیه، گونه‌هایی نیمه‌اهلی از این پرنده همراه با نسل‌های وحشی‌شده آن یافت می‌شوند. این پرنده در نزدیکی آب‌های داخلی غنی از مواد غذایی و جریان‌های آهسته و در پارک‌ها، یک گونه زادآور رایج محسوب می‌شود.
قوی گنگ در ابتدا در شمال اروپای مرکزی، جنوب اسکاندیناوی و اطراف دریای سیاه زندگی می‌کرد. در گذشته، این پرنده تا شمال چین نیز یافت می‌شد. اما محدوده پراکندگی آن به دلیل رهاسازی توسط انسان در مناطق مختلف، به میزان قابل‌توجهی گسترش یافته است. حتی در آفریقای جنوبی نیز مدتی زندگی کرد اما در نهایت در آن منطقه منقرض شد.

## توصیف ظاهری
طول بدن قوهای گنگ بالغ میان ۱۴۰ تا ۱۶۰ سانتی‌متر است. البته در موارد انگشت‌شمار این طول میان ۱۲۵ تا ۱۷۰ سانتی‌متر نیز می‌رسد. این پرندگان می‌توانند بال‌های خود را به اندازه ۲ تا ۲٫۴ متر باز کنند. نرها بزرگتر از ماده‌ها هستند و زائده روی بینی‌شان نیز بزرگتر است. در کل قوهای گنگ دومین پرندگان آبزی از لحاظ بزرگی جثه (پس از قوی ترومپت‌زن) هستند، اگرچه قوهای گنگ نر می‌توانند وزنی برابر یا گاه بیشتر از وزن ترومپت‌زن‌ها داشته باشند.
قوی گنگ از جمله سنگین‌وزن‌ترین پرندگان در جهان است. نرها می‌توانند وزنی میان ۱۱ تا ۱۲ کیلوگرم داشته باشند و ماده‌های اندک کوچکتر وزنی برابر ۸٫۵–۹ کیلوگرم دارند. منقار پرندهٔ نر اندکی بزرگ‌تر از منقار پرندهٔ ماده است و هر دو زایده‌ای سیاه‌رنگ و گوشتی در جلوی چشم‌ها و بالای نوک دارند. جوجه‌ها به رنگ قهوه‌ای نقره‌ای هستند با زیر بدن سفید و نوک سیاه. قوهای جوان دارای رنگ خاکستری-قهوه‌ای محو هستند که در پایان سال یکم زندگی به سفیدی خواهد گرایید. نوک آن‌ها با گذشت زمان صورتی‌تر می‌شود تا آنکه به سیاهی گراید.
قوی گنگ می‌تواند حداکثر ۲٫۴ متر بازهٔ بال داشته باشد و طول بدنش بین ۱۴۰ تا ۱۶۰ سانتی‌متر است. گردن بلند این پرنده به آن امکان می‌دهد که به اعماق آب دسترسی داشته باشد. با وزنی بین ۱۰ تا ۱۲ کیلوگرم، قوی گنگ یکی از سنگین‌ترین پرندگان پروازکننده محسوب می‌شود. اندازه آن تقریباً برابر با قوی وحشی است اما بسیار بزرگ‌تر از قوی کوچک می‌باشد.
قوی گنگ دارای پرهای سفید و منقاری نارنجی-قرمز است. سر و گردن آن کمی رنگ زرد ملایم دارد. پوست بدون پر در قاعده منقار و اطراف چشم، در زیر برآمدگی روی پیشانی، سیاه است. پاهای آن نیز سیاه هستند.
این پرنده دارای خط پشت خمیده است و گردن خود را معمولاً به شکل S نگه می‌دارد. قوی گنگ ۲۶ مهره گردنی دارد که از این لحاظ در میان پرندگان رکورددار است. سر این پرنده همیشه کمی رو به پایین خم شده و منقار آن نسبتاً پهن است.
تفاوت‌های جنسیتی (دودیسی جنسی) اندک اما مشخص است. نرها بزرگ‌تر بوده و گردن ضخیم‌تری دارند. قوی نر همچنین یک برآمدگی (غده) روی منقار خود دارد که در فصل بهار متورم شده و رنگ منقار نیز قرمزتر می‌شود. درحالی‌که این برآمدگی در ماده‌ها کوچک‌تر است.

## صدا
قوی گنگ هنگام ارتباط، صداهایی غرغره‌مانند و هیس‌مانند ایجاد می‌کند. در پرواز، بال‌های آن صدایی شبیه به نواهای بم تولید می‌کنند که ناشی از برخورد باد به بال‌هایش است.
زمانی که روی لانه مورد تهدید قرار بگیرد، صدای هیس یا خرناس‌مانند ایجاد می‌کند. جوجه‌های نابالغ صدایی ضعیف و شبیه سوت تولید می‌کنند.
صدای تماس آن شبیه به صدای «گا-او» پرندگان دریایی است.

## تغذیه
قوی گنگ عمدتاً از گیاهان آبزی تغذیه می‌کند. با منقار پهن خود به‌راحتی گیاهان آبزی را جدا می‌کند. این پرنده هرگز به‌طور کامل در آب فرونمی‌رود، بلکه گاهی فقط دم و پاهایش دیده می‌شود، درحالی‌که سرش را در آب فرو برده و برای استخراج گیاهان عمیق‌تر، با پاهایش تکان می‌خورد (عملی به نام گردن‌کشی در آب). همچنین در چمنزارها چرا می‌کند.

## پرواز
برای پرواز، قوی گنگ ابتدا روی سطح آب یا زمین می‌دود و همزمان با بال‌هایش می‌زند. برخاستن از زمین نیازمند انرژی زیادی است.
قوهای گنگ معمولاً در یک خط مستقیم پرواز می‌کنند، گردن‌هایشان را کامل به جلو کشیده و با ضربات قوی بال می‌زنند. پس از پرواز، بال‌هایشان صدایی بم و موزون تولید می‌کند.

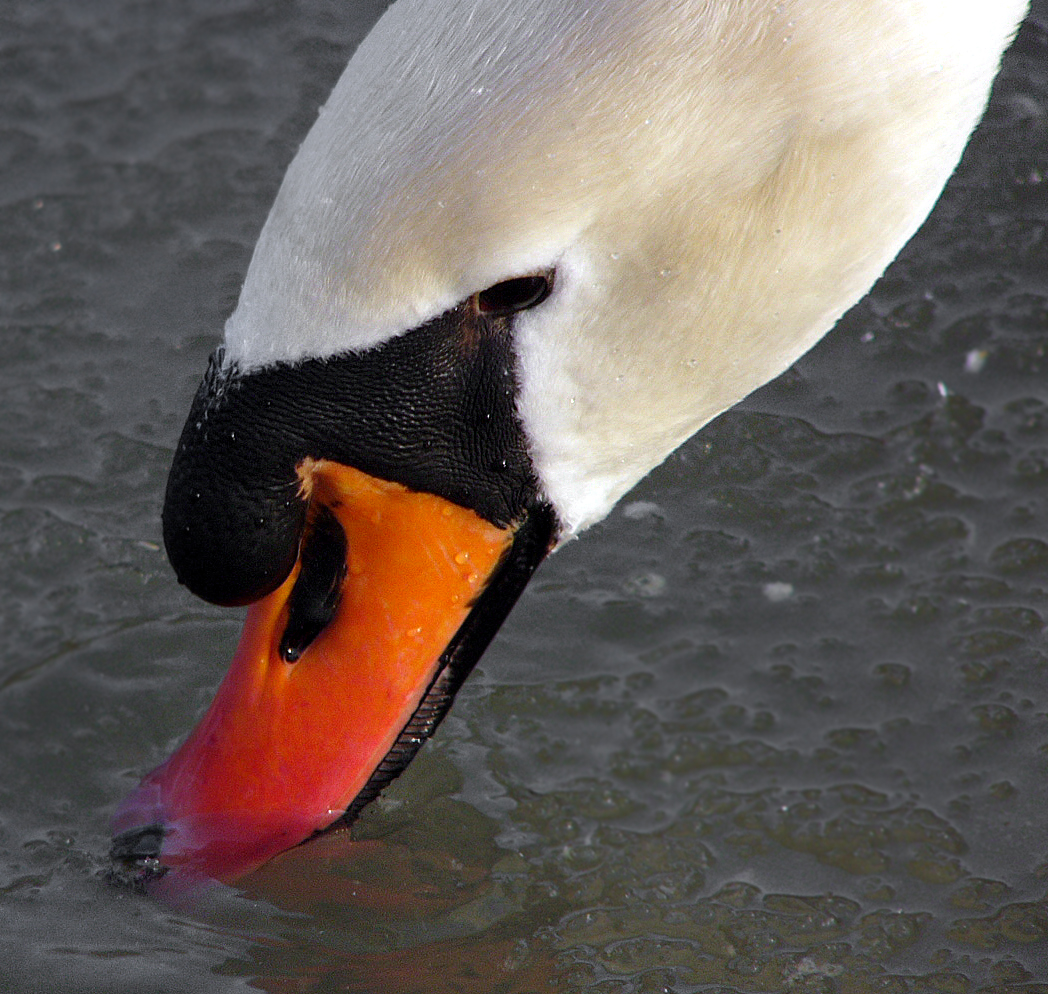
منقار یک قوی گنگ نر
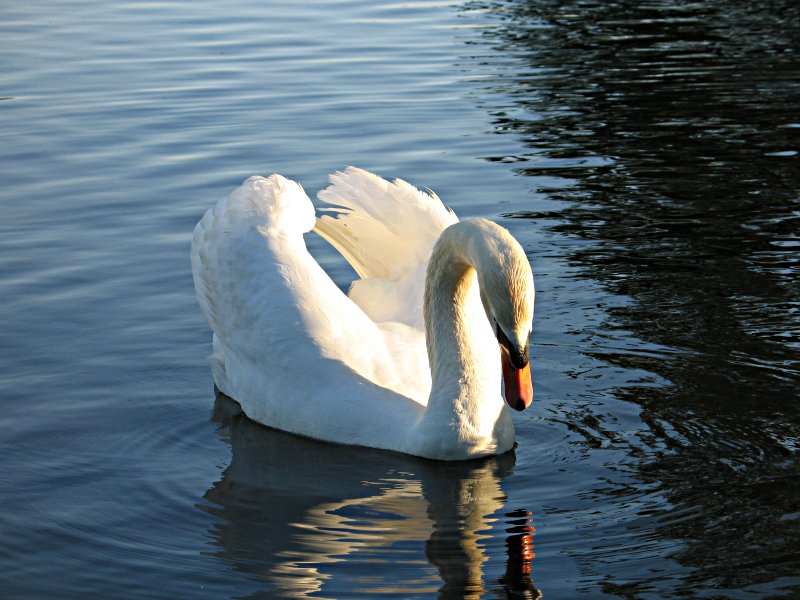
قوی گنگ در وضعیت تهدید
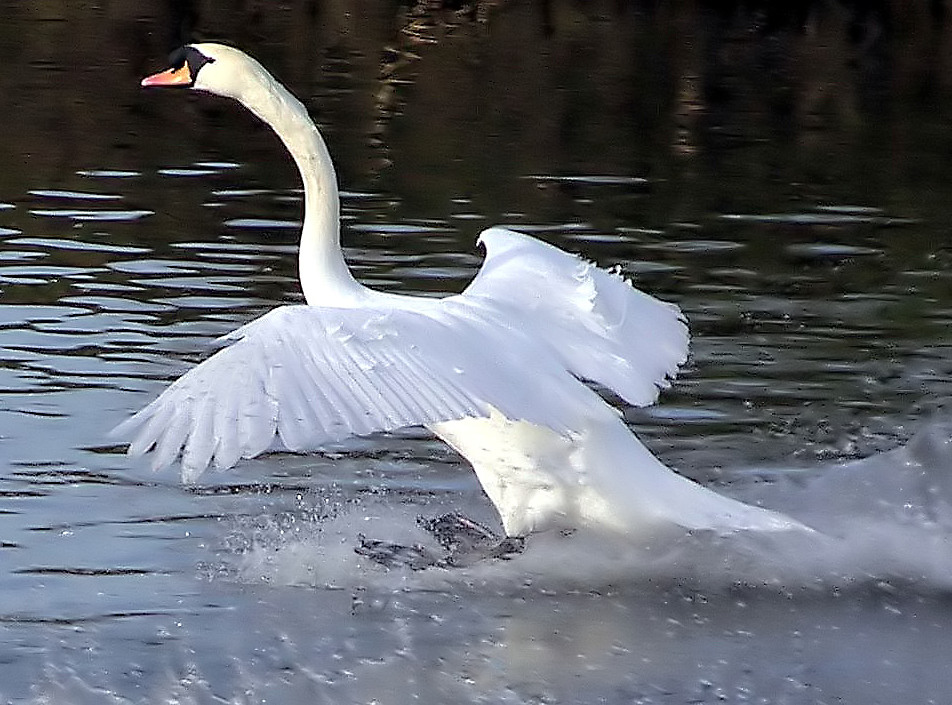
فرود یک قوی گنگ روی آب
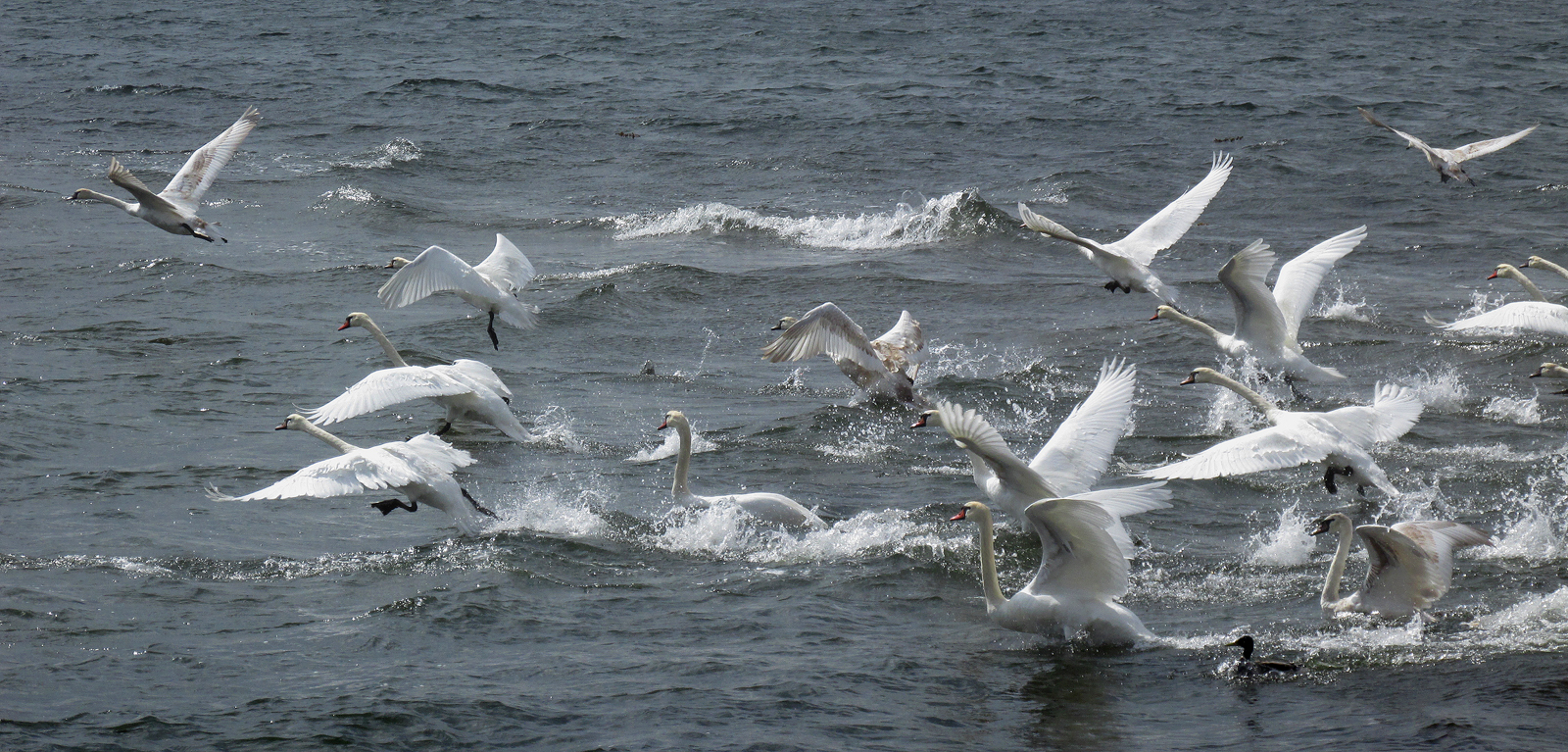
قوهای گنگ در حال برخاستن از آب

## قلمرو
قوهای گنگ دارای قلمرو گسترده‌ای هستند. در فصل تولیدمثل، آن‌ها به‌شدت از لانه خود دفاع می‌کنند. هنگام تهدید، گردن خود را به عقب خم کرده و بال‌هایشان را باد کرده و در نهایت به سمت مهاجم حرکت می‌کنند. نسبت به سایر پرندگان آبزی رفتار تهاجمی دارند. خارج از فصل تولید مثل، گاهی گروه‌هایی با قوهای کوچک و قوهای وحشی تشکیل می‌دهند.

## لانه و جوجه‌ها
قوهای گنگ لانه‌های خود را نزدیک آب، در مناطق تالابی و آب‌های کم‌جریان، در نزدیکی مصب رودها و حتی در شهرها می‌سازند. لانه‌ها از مواد گیاهی مانند نی و گیاهان آبزی ساخته شده و دارای یک حفره در وسط است.
ماده‌ها بین ۵ تا ۸ تخم می‌گذارند که حدود ۱۱ سانتی‌متر طول دارند. دوره جوجه‌کشی ۳۸ روز طول می‌کشد. در ابتدا، تخم‌ها مات و به رنگ سبز خاکستری هستند، اما پس از چند هفته براق و متمایل به قهوه‌ای می‌شوند. جفت‌ها معمولاً تمام عمر در کنار هم می‌مانند و سالانه فقط یک بار تولید مثل می‌کنند.
جوجه‌ها یک سال کامل نزد والدین خود می‌مانند که برای پرندگان مدتی طولانی محسوب می‌شود. بااین‌حال، مدتی پس از خروج از تخم، جوجه‌ها لانه را ترک می‌کنند و در ۴ تا ۵ ماهگی قادر به پرواز هستند. گاهی والدین جوجه‌ها را مانند کشیم‌ها روی پشت خود حمل می‌کنند. جوجه‌ها در ابتدا خاکستری یا سفیدرنگ هستند و تحت مراقبت هر دو والد قرار دارند.
پس از رشد کامل، جوجه‌ها توسط والدین از قلمرو رانده می‌شوند. پرهای آن‌ها در ابتدا قهوه‌ای روشن (قهوه‌ای‌تر از جوجه‌های قوی وحشی) است، اما با گذشت زمان به‌تدریج سفید می‌شود. در این دوره، منقار و پاهایشان هنوز خاکستری تیره است که بعداً به صورتی-خاکستری تغییر رنگ داده و در نهایت منقارشان به رنگ نارنجی-قرمز بالغین درمی‌آید.
در سال سوم زندگی، قوها به بلوغ کامل می‌رسند و سپس در گروه‌های اجتماعی تجمع می‌کنند.

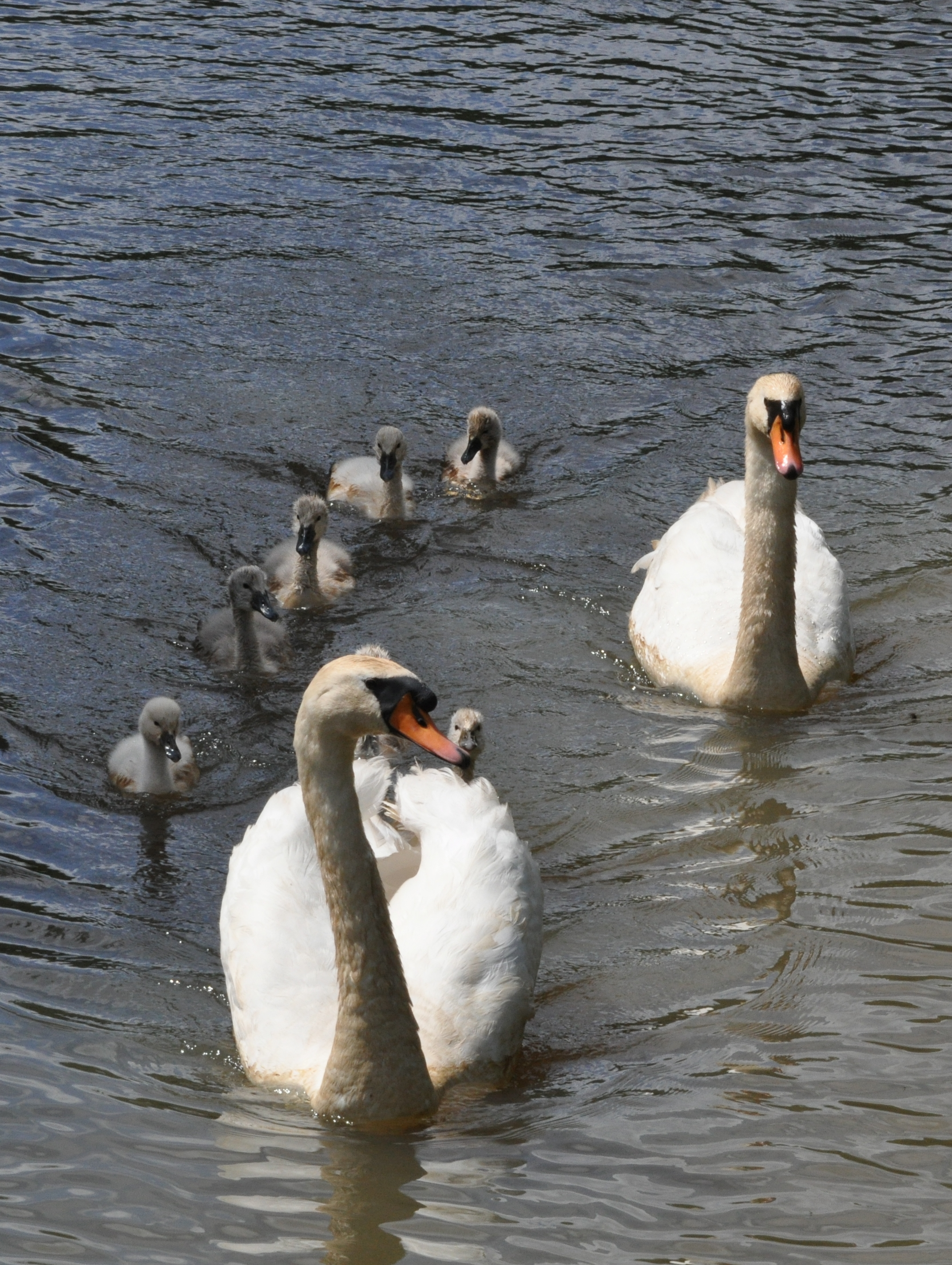
قوی بالغ در حال محافظت از جوجه‌ها در برابر اردک‌ها و چنگرها
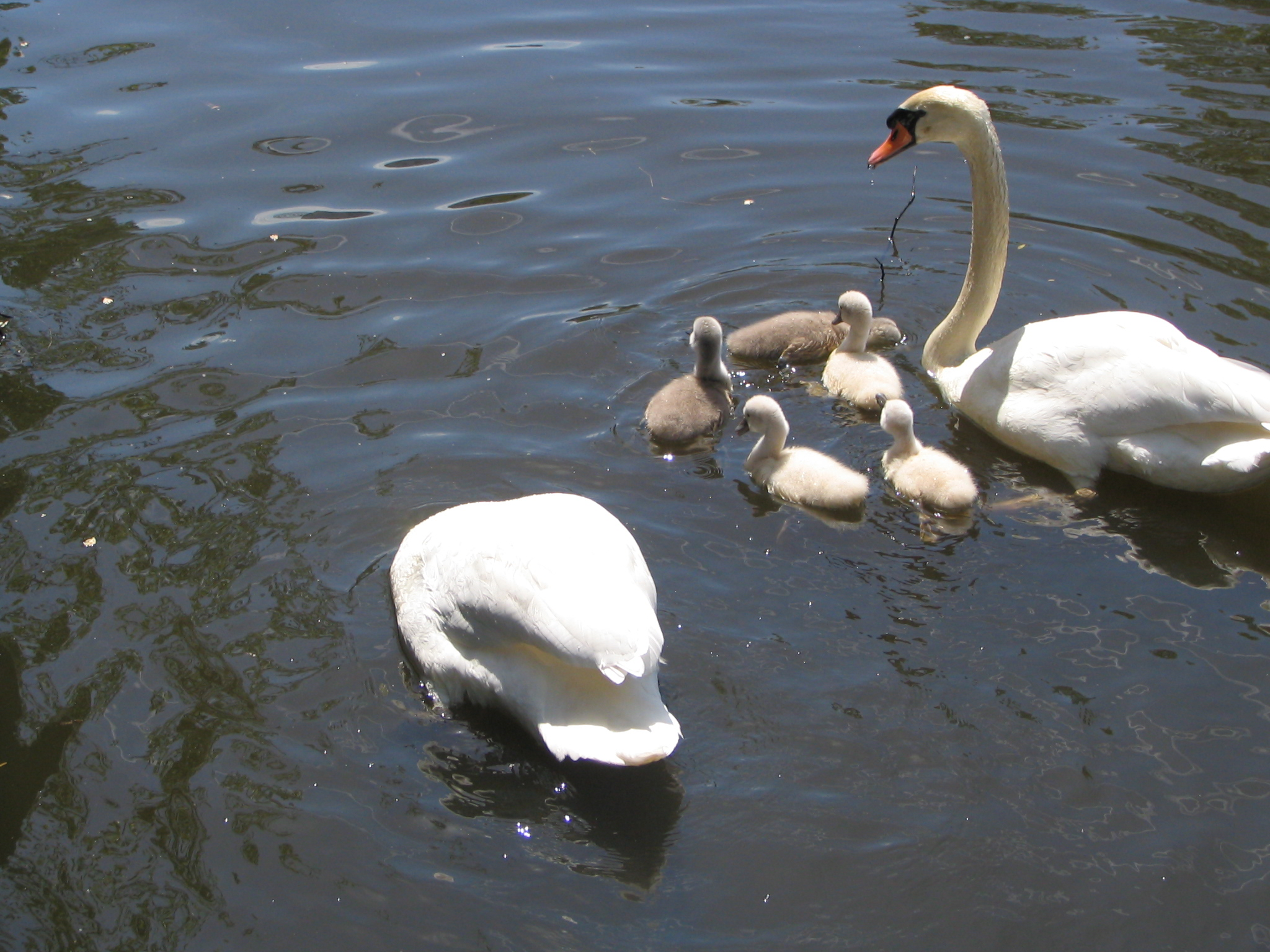
یک جفت قوی گنگ با جوجه‌هایشان
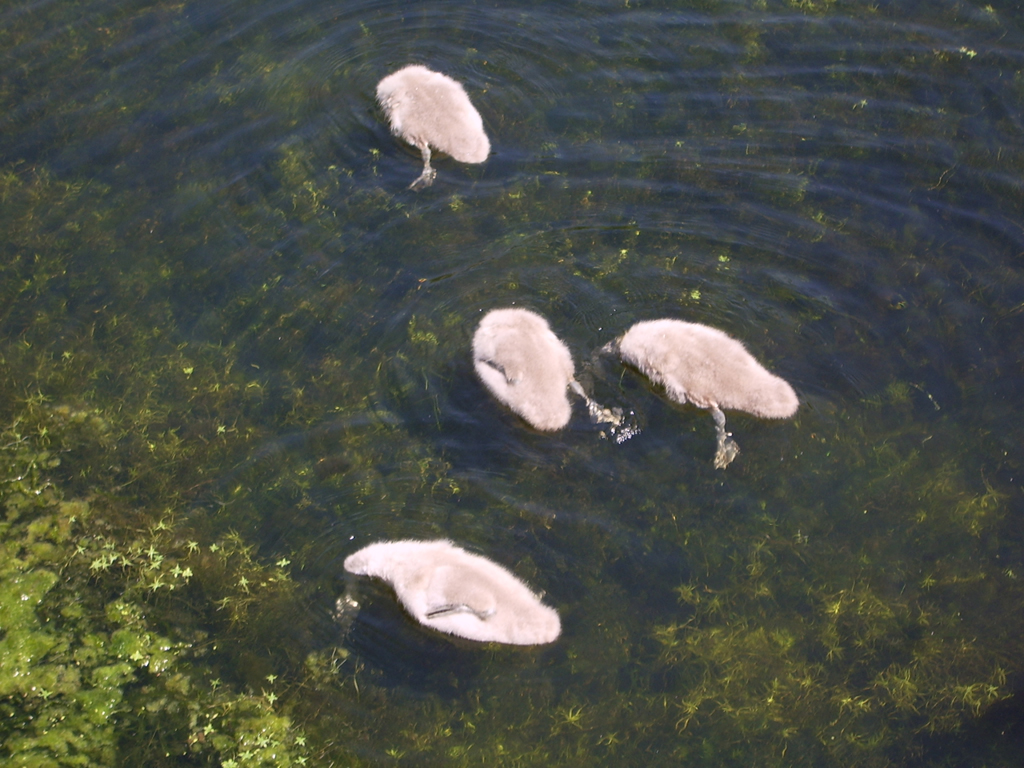
جوجه‌ها در حال شیرجه زدن برای غذا
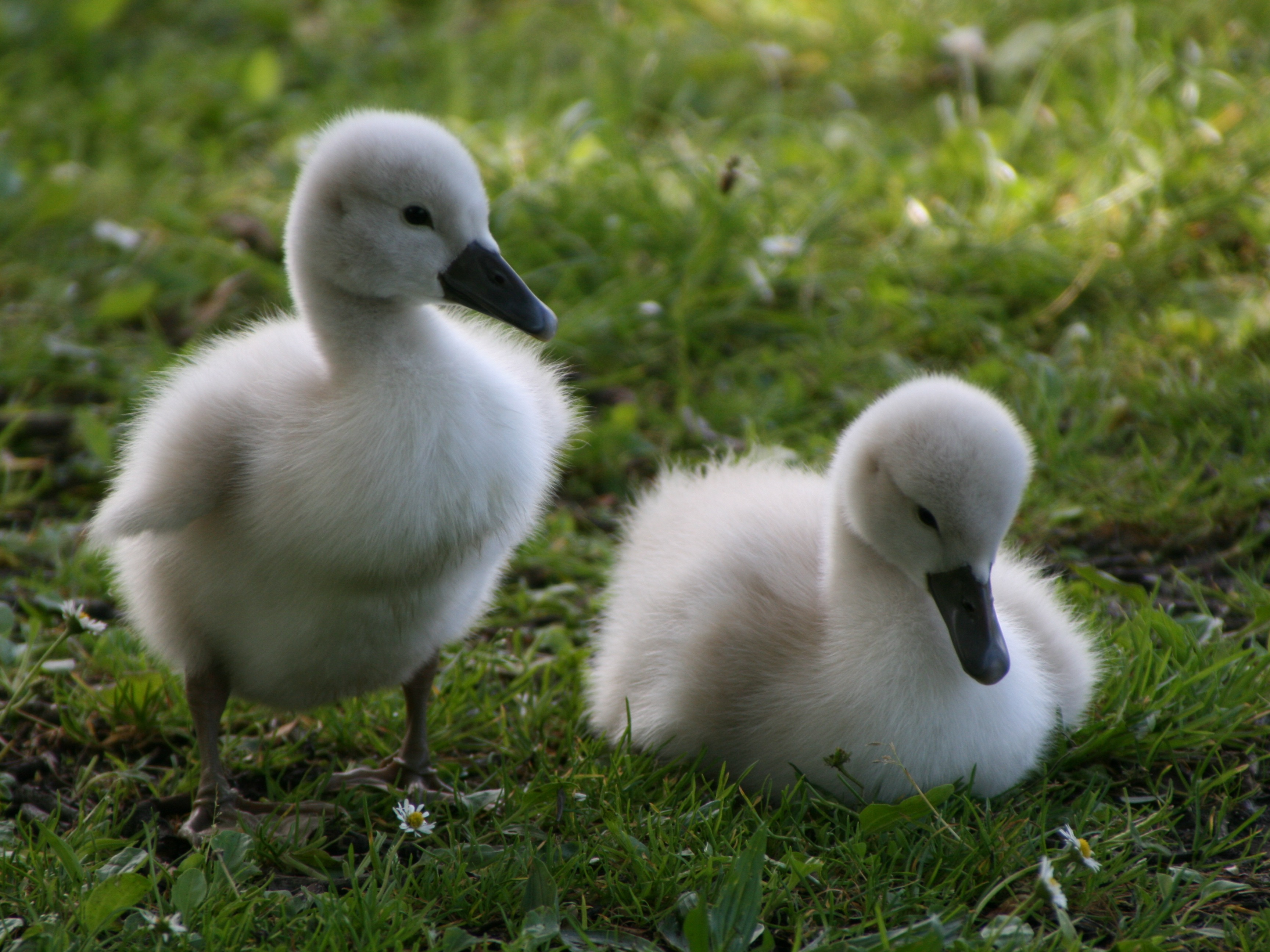
جوجه‌های پوشیده از کرک
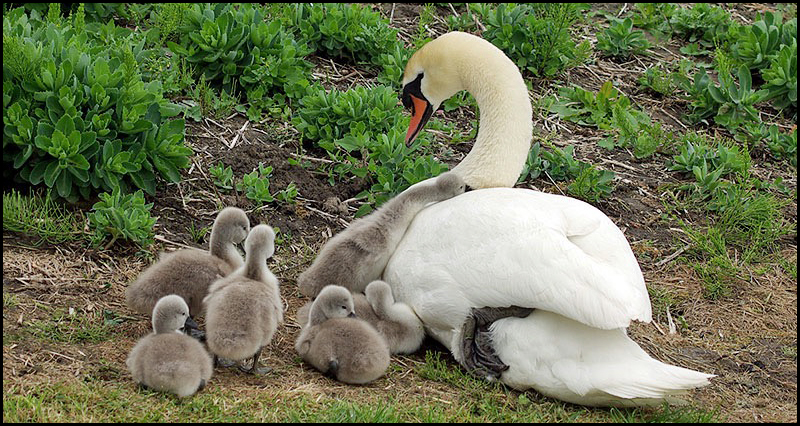
قوی گنگ با جوجه‌هایش
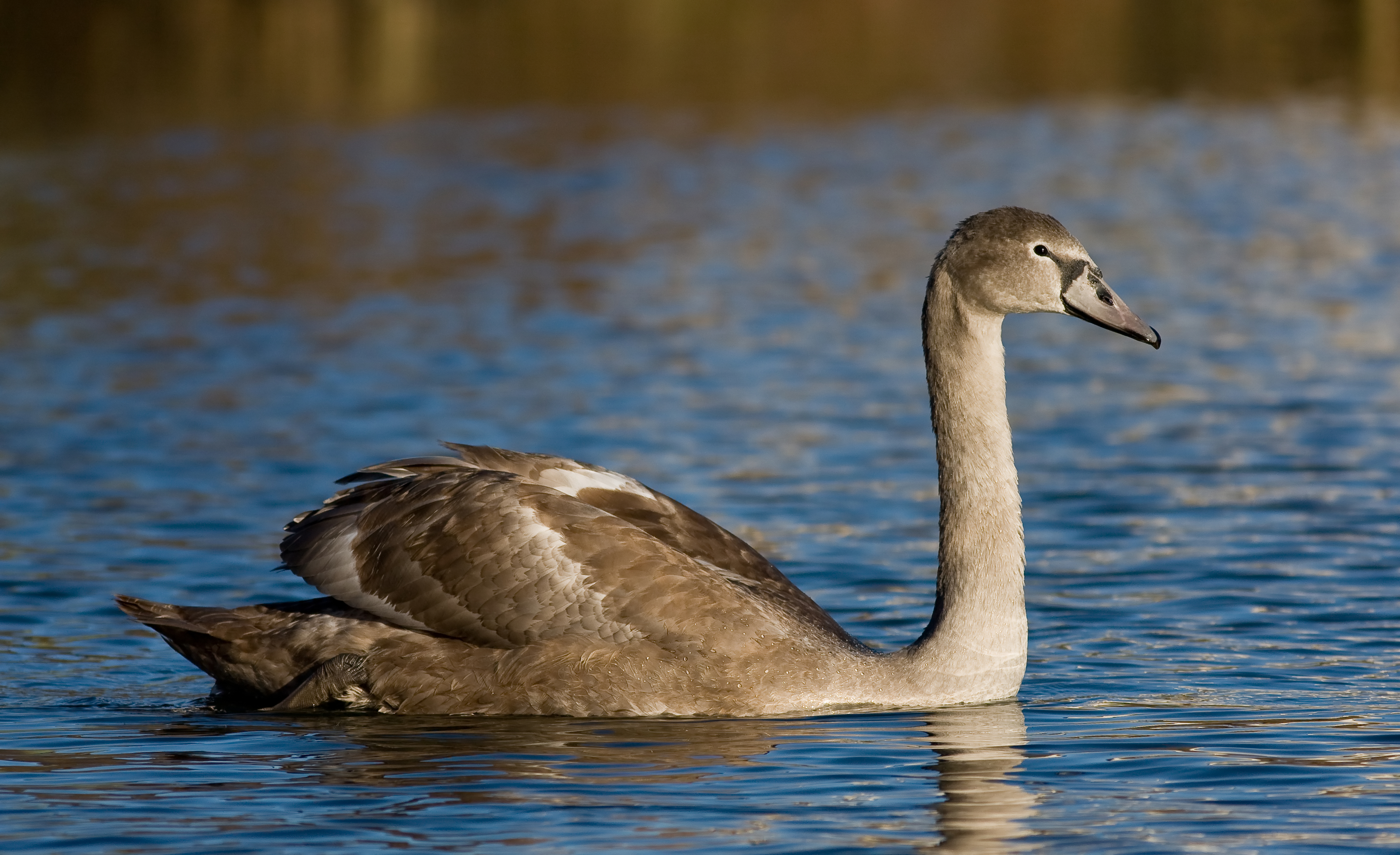
یک قوی گنگ جوان در اوایل زمستان در مصب رودخانه وانتاانیوکی در هلسینکی، فنلاند

## قو و انسان
قوهای گنگ در اسطوره‌شناسی بسیاری از فرهنگ‌ها نقش دارند. در فرهنگ ژرمن‌ها، به آن‌ها توانایی پیشگویی نسبت داده شده بود.
از دوران قرون وسطی، به دلیل ظاهر باشکوه خود، به‌عنوان پرندگان زینتی در دریاچه‌های پارک‌ها و قلعه‌ها نگهداری می‌شدند. در آن زمان، قانون «مالکیت قوها» برقرار بود و افراد خاصی حق نگهداری از آن‌ها را داشتند. در قرن چهاردهم، شهر بروژ در بلژیک دارای یک مرکز پرورش قو در منطقه میت‌کرکره (Meetkerke) بود.
قوهای گنگ ممکن است خطرناک باشند و گاهی به انسان‌ها حمله کنند، به‌ویژه در فصل جفت‌گیری و زمانی که جوجه دارند.
هنگام احساس خطر، با دمیدن هوا از منقار و اتخاذ وضعیت تهدیدآمیز، خود را بزرگ‌تر نشان می‌دهند. اگر این اقدامات کافی نباشد، ممکن است به حمله فیزیکی متوسل شوند.
با این حال، حملات قوها معمولاً باعث جراحات جدی نمی‌شود. ادعای اینکه قو می‌تواند بازوی انسان را بشکند، یک افسانه است، زیرا استخوان‌های بال قو بسیار سبک و شکننده هستند.
در سال ۲۰۱۲، یک مرد در حالی که در قایق بود، توسط یک قو مورد حمله قرار گرفت. او از قایق به داخل آب افتاد و چون نتوانست به ساحل شنا کند، غرق شد.

## نکات جالب
طبق یک قانون قدیمی، رئیس دولت بریتانیا مالک قانونی تمامی قوهای گنگ وحشی در انگلستان و ولز است. این قانون از قرون وسطی به جا مانده است، زمانی که گوشت قو یک غذای اشرافی محسوب می‌شد.

## ویدیو
- ویدیو از یک گروه قوهای گنگ

## فهرست منابع
- Kear, Janet (2005). Ducks, Gees and Swans (به انگلیسی). Oxford University Press.
- Wikipedia-bijdragers, "Knobbelzwaan," Wikipedia, de vrije encyclopedie, https://nl.wikipedia.org/w/index.php?title=Knobbelzwaan&oldid=68054818 (accessed maart 11, 2025).